# Escut de la República Dominicana
L'escut de la República Dominicana és gairebé una reproducció de la bandera estatal. Fou creat arran de la proclamació de la independència (1844) i des de llavors ha experimentat nombroses modificacions (se'n té constància de l'existència de catorze modalitats diferents). Els de la primera època tenen elements comuns amb l'escut haitià, com el barret frigi i els canons. El que presenta uns elements més acostats a l'escut utilitzat actualment és del 1857. L'actual fou dissenyat per Casimiro Nemesio de Moya i oficialitzat mitjançant el decret del 6 de febrer de 1913 pel govern del president Adolfo Alejandro Nouel.
Es tracta d'un escut quadrilong amb els angles superiors sortints, els inferiors arrodonits i una base acabada en punta al centre. És quarterat: el primer i el quart quarters, d'atzur; el segon i el tercer, de gules; ressaltant sobre el tot, una creu d'argent. Està carregat d'un llibre obert d'argent que reprodueix el versicle 8:32 de l'Evangeli de Sant Joan, on diu en espanyol: Y la verdad os hará libres ('I la veritat us farà lliures'), somat d'una creu llatina d'or i acoblat d'un trofeu format per sis llances d'on pengen sengles banderes nacionals, tres a cada banda. Està acompanyat per un ram de llorer a la destra i una palma a la sinistra, passats en sautor i units per sota amb una cinta de gules. A la part superior de l'escut hi figura una cinta d'atzur amb el lema nacional DIOS – PATRIA – LIBERTAD ('Déu – Pàtria – Llibertat'), escrit en lletres d'or; a la part inferior, una cinta de gules amb el nom de l'estat, REPÚBLICA DOMINICANA, en lletres d'or.
L'escut apareix al centre de la bandera dominicana.